# قلب رازگو (فیلم ۲۰۱۴)
«قلب رازگو» (انگلیسی: The Tell-Tale Heart (2014 film)) فیلمی در ژانر ترسناک است که در سال ۲۰۱۴ منتشر شد.